# معركة غوادالكانال البحرية
معركة غوادالكانال البحرية (بالإنجليزية: Naval Battle of Guadalcanal) هي معركة بحرية نشبت في 12 نوفمبر 1942 بين الولايات المتحدة والإمبراطورية اليابانية في خضم حرب المحيط الهادي ضمن الحرب العالمية الثانية وانتهت في 15 نوفمبر 1942. بانتصار الولايات المتحدة.

## تفاصيل المعركة
يشار إليها أحيانا بمعارك جزيرة سافو أو معركة جزر سليمان، وبحسب المصادر اليابانية: معركة بحر سليمان الثالثة (第三 次 ソ ロ モ ン 海 戦 داي-سان-جي Soromon Kaisen؟)، نشبت في الفترة من 12-15 نوفمبر عام 1942، وكان الاشتباك في جزر سليمان . تكونت من معارك جوية وبحرية مشتركة على مدى أربعة أيام، أكثر قرب وادي القنال وجميع ما يتصل بها إلى جهد الياباني لتعزيز القوات البرية في الجزيرة. فقدت اثنين فقط الأدميرالات البحرية الأمريكية إلى أن قتل في اشتباك السطح في الحرب في هذه المعركة.
قوات الحلفاء، في المقام الأول من الولايات المتحدة، قد هبطت على القنال في 7 آب 1942 واستولت على مطار، ودعا في وقت لاحق هندرسون الميدانية، والتي كانت قيد الإنشاء من قبل الجيش الياباني. فشلت عدة محاولات لاحقة من قبل الجيش الإمبراطوري الياباني والبحرية، وذلك باستخدام تعزيزات تسليمها إلى القنال عن طريق السفن، لاستعادة المطار. في اوائل نوفمبر تشرين الثاني عام 1942، نظمت اليابانية قافلة النقل لاتخاذ 7,000 قوات المشاة ومعداتهم إلى القنال محاولة مرة أخرى لاستعادة السيطرة على المطار. تم تعيين عدد من القوى سفينة حربية يابانية في قصف هندرسون الميداني بهدف تدمير الطائرات الحلفاء أن يشكل خطرا على القافلة. التعلم من جهود تعزيز الياباني، شنت القوات الأمريكية هجمات الطائرات والسفن الحربية للدفاع عن هندرسون الميدانية ومنع القوات البرية اليابانية من الوصول إلى القنال.
في المعركة الناتجة عن ذلك، فقدت كلا الجانبين العديد من السفن الحربية في اثنين من التعاقدات سطح المدمرة للغاية في الليل. ومع ذلك، نجحت الولايات المتحدة في صد محاولات من قبل اليابانيين لقصف هندرسون الميدان مع البوارج. غرقت طائرات الحلفاء أيضا أكثر من وسائل النقل القوات اليابانية ومنع الغالبية العظمى من القوات والمعدات اليابانية من الوصول إلى القنال. وهكذا، تحولت المعركة إلى الوراء الماضية محاولة اليابانية الكبرى لطرد قوات الحلفاء من القنال وTulagi قريب، مما أدى إلى انتصار استراتيجي للولايات المتحدة وحلفائها والبت في النتيجة النهائية للحملة القنال لصالحهم.